# 즐거운 주말아침입니다
김윤희의 즐거운 주말아침입니다는 TBN 경인교통방송(인천, 경기 FM 100.5MHz, 서해5도 FM 105.5MHz)에서 주말 오전 7시부터 8시 52분까지 방송되었던 인천, 경기 지역의 주말 아침 라디오 프로그램이다. 진행자는 개그우먼 김윤희이다. 2022년 10월 23일 자로 21년만에 폐지되었다.

## 방송내용안내
- 청취자 사연소개 및 생활정보, 안전정보
- 여러분의 신청음악
- 교통정보 및 날씨

## 경쟁프로그램
- 굿모닝 FM 김민호입니다 (MBC FM4U)
- 김영철의 파워FM (SBS 파워FM)
- 김종배의 시선집중 (MBC 표준FM)
- 조우종의 FM 대행진 (KBS 쿨FM)
- 이진우의 손에 잡히는 경제 (MBC 표준FM)